# Richard Colla
Richard Colla est un acteur et réalisateur américain, né le 18 avril 1936 et mort le 24 décembre 2021 à Beverly Hills (Californie).
Il a principalement travaillé pour la télévision.

## Filmographie

### Acteur
- 1965 - 1966 : Des jours et des vies (Days of our Lives) : Tony Merritt

### Réalisateur

#### Cinéma
- 1962 : The Soldier (court métrage)
- 1962 : By the Wayside (court métrage)
- 1970 : Zigzag
- 1972 : Les Poulets (Fuzz)
- 1978 : Olly, Olly, Oxen Free
- 1978 : Galactica : La Bataille de l'espace (Battlestar Galactica - Saga of a Star World)

#### Télévision

##### Séries télévisées
- 1966 : Gunsmoke (saison 12, épisode 13)
- 1966 : Jesse James (saison 1, épisode 24)
- 1968 : Le Virginien (The Virginian) (saison 7, épisode 9)
- 1968 : Les Règles du jeu (The Name of the Game) (saison 1, épisode 12)
- 1968 : Judd for the Defense (saison 2, épisodes 1 et 5)
- 1968 / 1971 : L'homme de fer (Ironside) (4 épisodes)
- 1970 : Un shérif à New York (McCloud) (saison 1, épisode 12)
- 1971 : Sarge (saison 1, épisode 0)
- 1973 : Tenafly (saison 1, épisode 0)
- 1981 : Trapper John, M.D. (saison 3, épisode 5)
- 1981 - 1982 : Shannon (en) (saison 1, épisodes 4 et 7)
- 1982 : Chips (saison 6, épisode 7)
- 1983 : Wizards and Warriors (saison 1, épisode 2)
- 1984 : Deux Flics à Miami (Miami Vice) (saison 1, épisode 4)
- 1984 : Arabesque (Murder, She Wrote) (saison 1, épisode 3)
- 1984 : Espion modèle (Cover Up) (saison 1, épisodes 5 et 7)
- 1985 : Le juge et le pilote (Hardcastle and McCormick) (saison 2, épisode 16)
- 1985 : Equalizer (The Equalizer) (saison 1, épisode 6)
- 1985 : Rick Hunter (3 épisodes)
- 1985 : MacGyver (saison 1, épisode 8)
- 1985 - 1987 : Spenser (Spenser: For Hire) (5 épisodes)
- 1986 : Kay O'Brien (saison 1, épisode 7)
- 1987 : Star Trek : La Nouvelle Génération (Star Trek: The Next Generation) (saison 1, épisode 4)
- 1987 : Texas Police (saison 2, épisode 5)
- 1988 : La Malédiction du loup-garou (Werewolf) (3 épisodes)
- 1988 : Le Monstre évadé de l'espace (Something Is Out There) (saison 1, épisodes 1 et 2)

##### Téléfilms
- 1969 : The Whole World Is Watching
- 1970 : The Other Man
- 1974 : The Questor Tapes (en)
- 1974 : Live Again, Die Again (en)
- 1974 : The Tribe
- 1975 : La Nuit des extraterrestres (The UFO Incident)
- 1981 : Don't Look Back: The Story of Leroy 'Satchel' Paige (en)
- 1983 : Shaft of Love
- 1985 : Stingray
- 1985 : That Secret Sunday
- 1986 : Double trahison (That Secret Sunday)
- 1989 : L'Amour ruiné (The Prize Pulitzer)
- 1989 : L'Assassin de mes nuits (en) (Blind Witness)
- 1990 : Le Prix de la passion (en) (Sparks: The Price of Passion)
- 1990 : Storm and Sorrow
- 1991 : Soins mortels (Deadly Medicine)
- 1993 : La Véritable Histoire de Cathy Mahone (Desperate Rescue: The Cathy Mahone Story)
- 1994 : L'Héritage de la vengeance (en) (Web of Deception)
- 1995 : Zoya : Les Chemins du destin (Zoya)
- 1995 : Dazzle
- 1996 : Hidden in Silence
- 1996 : Her Last Chance
- 1997 : Serments mortels (Love's Deadly Triangle: The Texas Cadet Murder)
- 1998 : When Husbands Cheat
- 1999 : Au-delà de l'obsession (Ultimate Deception)
- 1999 : Blue Valley Songbird
- 2000 : Growing Up Brady (en)

### Producteur

#### Producteur exécutif
- 1971 : L'homme de fer (Ironside) (saison 5, épisode 1)
- 1971 : Sarge (saison 1, épisode 0)
- 1975 : La Nuit des extraterrestres (The UFO Incident)
- 1983 : Shaft of LoveSteven Schachter
- 1992 : Getting Up and Going Home de Steven Schachter

#### Producteur
- 1978 : Olly, Olly, Oxen Free
- 1989 : L'Assassin de mes nuits (en) (Blind Witness)
- 1990 : Le Prix de la passion (en) (Sparks: The Price of Passion)
- 1990 : Storm and Sorrow